# Saint-Germain, Vienne

Saint-Germain este o comună în departamentul Vienne, Franța. În 2009 avea o populație de 1,001 de locuitori.